# Porte Guillaume (Chartres)
Pour les articles homonymes, voir Porte Guillaume.
Pour un article plus général, voir Fortifications de Chartres.
La porte Guillaume est une ancienne porte d'enceinte située à Chartres, dans le département d'Eure-et-Loir, en France. Elle a été détruite par l'armée allemande en retraite dans la nuit du 15 au 16 août 1944.

## Histoire

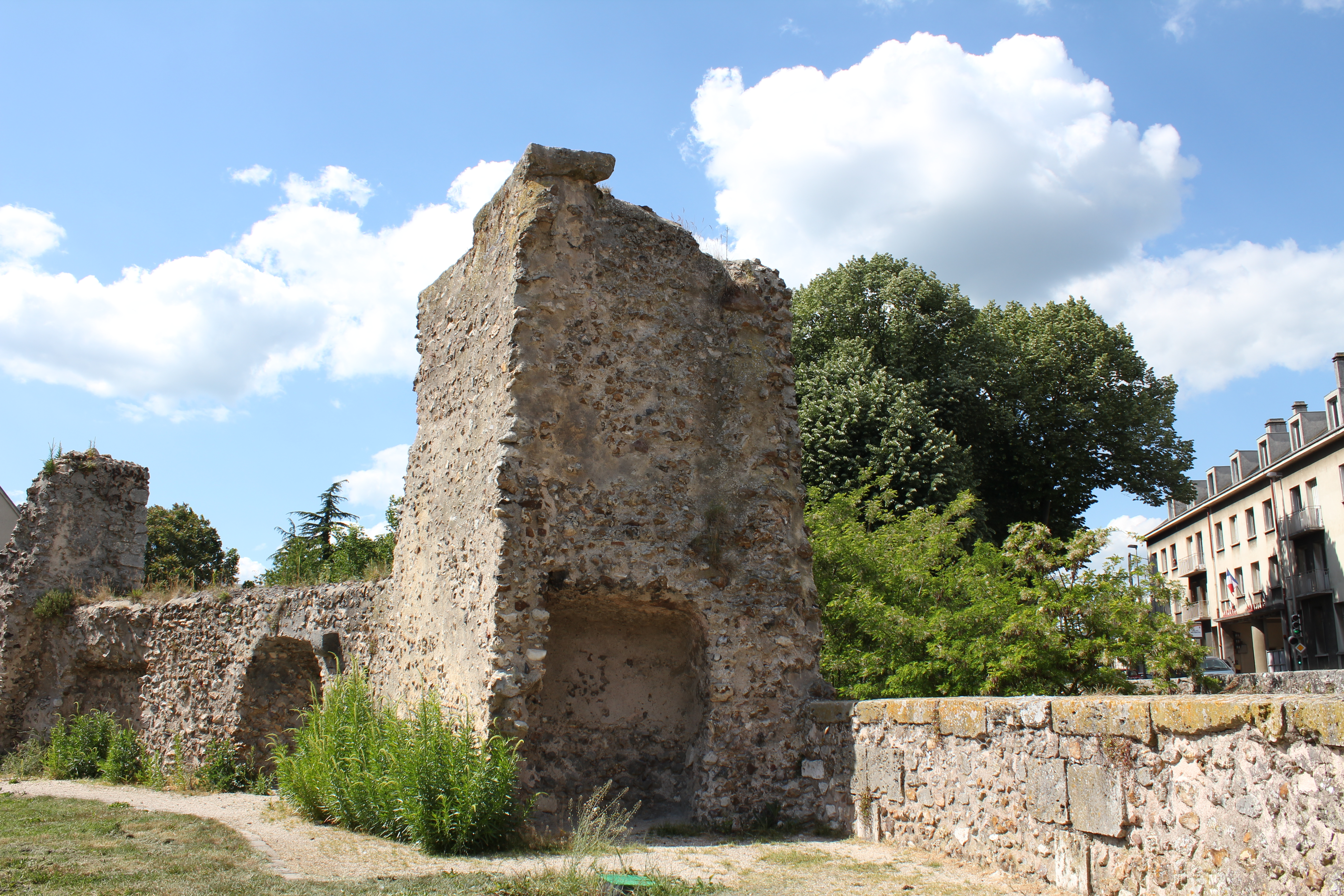
Barbacane de la porte Guillaume en 2011

La première porte Guillaume est édifiée à la fin du XIIe siècle ; il s'agit alors de l'une des portes de l'enceinte entourant la ville de Chartres. Elle porte le nom de Guillaume de Ferrières, vidame de Chartres.
Afin de s'adapter au développement de l'artillerie, la porte est reconstruite au début du XVe siècle, probablement en 1414-1415. Deux tours protègent l'entrée.
Vers le milieu du XVe siècle, une barbacane est édifiée ; elle est de forme pentagonale avec un accès par le sud. L'accès est  désaxé pour éviter les tirs directs sur la porte. Un pont dormant permet d'entrer dans la barbacane. Au nord, deux archères-canonnières à ébrasement sous voûte flanquent le fossé.
La barbacane est progressivement démilitarisée : à la fin du XVIe siècle des maisons sont construites. Au XVIIe siècle, un atelier de tannerie s'installe dans la partie est de la barbacane sur la courtine alors dérasée. À partir de 1732, un dénommé Caillou est chargé de créer deux ponts en maçonnerie dans l'axe de la porte Guillaume et un muret décoratif à la place de la courtine est. L'entrée par le sud est condamnée. En 1850, la tour ronde est remplacée par un mur simple allant jusqu'à l'eau. La porte fait l'objet d'un incendie en 1856,.
Sous le nom erroné de "Porte Saint-Guillaume", l'édifice figure sur la première liste de 1840 établie à la demande Prosper Mérimée. Il est classé au titre des monuments historiques en 1911.
La porte est détruite par l'armée allemande en retraite dans la nuit du 15 au 16 août 1944. La protection n'est pas remise en cause après sa destruction.
Une campagne de fouilles destinée à comprendre l'architecture de la porte est organisée par le service archéologique de la mairie de Chartres en plusieurs campagnes successives de 2010 à 2014.

## Galerie de photographies de la porte

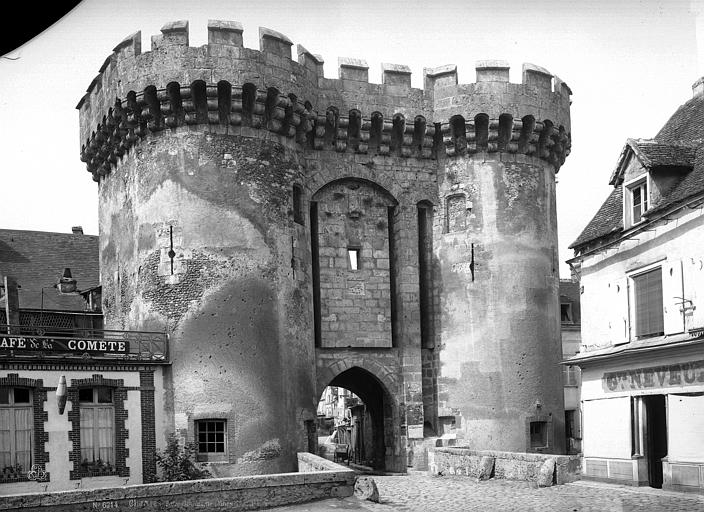
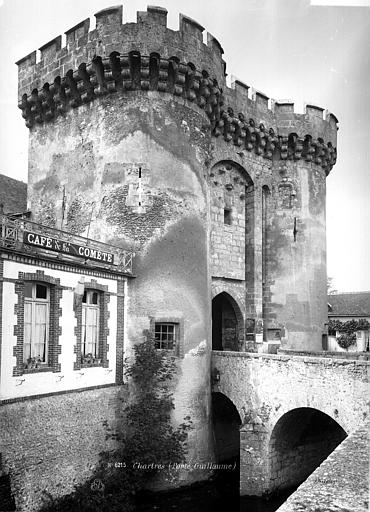
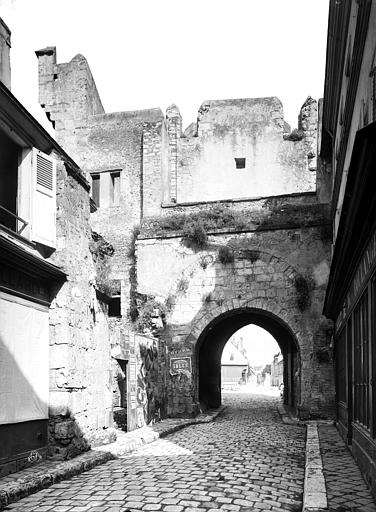

La porte Guillaume a été photographiée par Jean-Eugène Durand (1845-1926) à une date indéterminée, probablement à l'occasion de son classement :
La porte Guillaume a été photographiée par un photographe aux initiales M F :

Porte Guillaume par M.F.

## Galerie de tableau

Œuvre de Martín Rico (1833-1908), peintre paysagiste espagnol
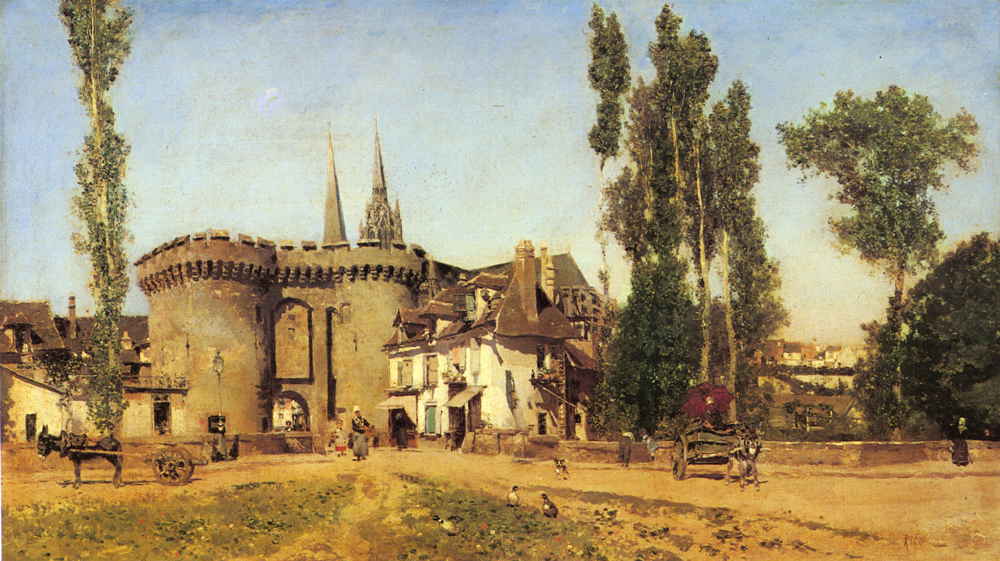
Le Village de Chartres